# غالينديون

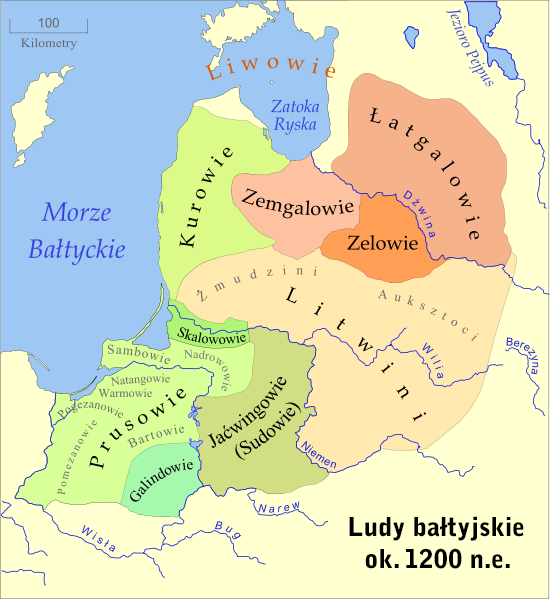

الغالينديون كانت قبيلتين متميزة من البلطيق، ولقد انقرضت الآن. عادةً، يطلق على الغالينديون الغرب هذا الاسم، وهم الذين يعيشون في الجزء الجنوبي الشرقي من بروسيا. أحياناً، ويتم استخدامه للقبيلة التي كانت تعيش في منطقة تعرف اليوم باسم «موسكو».
ويعتقد أن اسم «غاليندا» هو اشتقاق من الكلمة البلطيقية «غالاس Galas» والتي تعني «النهاية»، والتي تلمح إلى أنهم استقروا لبعض الوقت في الغرب وبعض الوقت في الشرق أيضاً أكثر من أي قبيلة أخرى من شعب البلطيق.